# Stephen James (Spezialeffektkünstler)
Stephen James ist ein kanadischer Filmtechniker für Visuelle Effekte.

## Karriere
James stammt aus Vancouver und studierte Visuelle Effekte an einer Art School. Er begann seine Karriere 2005 beim Animationsstudio DNEG London mit der Fernsehserie RoundTable. Sein Schwerpunkt liegt auf dem Compositing. Später zog er mit DNEG nach Vancouver. Seit 2015 ist er besonders im Fast & Furious-Franchise aktiv. Er war bereits 2021 an Dune von Regisseur Denis Villeneuve beteiligt. Beim zweiten Teil Dune: Part Two erhielt er 2025 bei über zehn Festivals Auszeichnungen für die Visuellen Effekte. Bei der Oscarverleihung 2025 wurde er zusammen mit Paul Lambert, Rhys Salcombe und Gerd Nefzer in der Kategorie Beste visuelle Effekte ausgezeichnet.
Im Sommer 2025 wurde Janes Mitglied der Academy of Motion Picture Arts and Sciences.

## Filmografie (Auswahl)
- 2005: RoundTable (Fernsehserie, 9 Folgen)
- 2009: Zombieland
- 2010: Die Legende von Aang
- 2010: Salt
- 2013: Jack and the Giants
- 2014: 300: Rise of an Empire
- 2015: Jupiter Ascending
- 2015: Fast & Furious 7
- 2016: Alice im Wunderland: Hinter den Spiegeln
- 2016: Star Trek Beyond
- 2017: Fast & Furious 8
- 2017: Blade Runner 2049
- 2018: Deadpool 2
- 2019: Fast & Furious: Hobbs & Shaw
- 2021: Dune
- 2022: Bullet Train
- 2023: The Last of Us (Fernsehserie, 9 Folgen)[6]
- 2024: Dune: Part Two
- 2024: Furiosa: A Mad Max Saga

## Auszeichnungen (Auswahl)
- 2023: Primetime-Emmy-Nominierung in der Kategorie Herausragende visuelle Effekte für Dune: Part Two
- 2024: VES Award in der Kategorie Herausragende visuelle Effekte in einem fotorealistischen Film für The Last of Us
- 2025: VES-Award-Nominierung Herausragende visuelle Effekte in einem fotorealistischen Film für Dune: Part Two
- 2025: CIC Award in der Kategorie Beste visuelle Effekte für Dune: Part Two
- 2025: NDFS Award in der Kategorie Beste Effekte für Dune: Part Two
- 2025: Gold Derby Award in der Kategorie Beste visuelle Effekte für Dune: Part Two
- 2025: Satellite-Award-Nominierung in der Kategorie Beste visuelle Effekte für Dune: Part Two
- 2025: Critics’ Choice Movie Award in der Kategorie Beste visuelle Effekte für Dune: Part Two
- 2025: BAFTA in der Kategorie Beste visuelle Effekte für Dune: Part Two
- 2025: Oscar in der Kategorie Beste visuelle Effekte für Dune: Part Two